# Ponderosa Pines (Montana)
Ponderosa Pines es un lugar designado por el censo ubicado en el condado de Gallatin en el estado estadounidense de Montana. En el Censo de 2010 tenía una población de 336 habitantes y una densidad poblacional de 3,28 personas por km².

## Geografía
Ponderosa Pines se encuentra ubicado en las coordenadas 46°1′56″N 111°22′2″O / 46.03222, -111.36722. Según la Oficina del Censo de los Estados Unidos, Ponderosa Pines tiene una superficie total de 102.33 km², de la cual 102.3 km² corresponden a tierra firme y (0.03%) 0.03 km² es agua.

## Demografía
Según el censo de 2010, había 336 personas residiendo en Ponderosa Pines. La densidad de población era de 3,28 hab./km². De los 336 habitantes, Ponderosa Pines estaba compuesto por el 96.43% blancos, el 0% eran afroamericanos, el 0.6% eran amerindios, el 0.6% eran asiáticos, el 0% eran isleños del Pacífico, el 0% eran de otras razas y el 2.38% pertenecían a dos o más razas. Del total de la población el 1.49% eran hispanos o latinos de cualquier raza.